# Saint-Pierre (Martinique)
Saint-Pierre (Martinikaans Creools: Senpiè) is een gemeente en stad op het Franse eiland Martinique in West-Indië. Fort-de-France was de hoofdstad, maar Saint-Pierre was de belangrijkste stad van Martinique. De stad is bekend geworden door de vernietigende gloedwolken die de stad op 8 mei 1902 hebben getroffen na een uitbarsting van de vulkaan Mont Pelée. Hierbij kwamen alle 30.000 inwoners van stad en directe omgeving op 3 overlevenden na om.
De overlevenden waren Léon Compère-Léandre die naar Fonds-Saint-Denis kon vluchtten, het meisje Havivra Da Ifrile die in een grot was gezwommen, en de gevangene Louis-Auguste Cyparis die in een isoleercel was opgesloten. Cyparis werd gratie verleend, en ging voor het Barnum and Bailey Circus werken waar hij zijn verhaal vertelde en littekens toonde.

## Geschiedenis
In 1635 landde de Franse boekanier Pierre Belain d'Esnambuc op het strand van Le Carbet met ongeveer 100 kolonisten, en claimde Martinique voor Frankrijk. In Saint-Pierre werd een nederzetting gebouwd. De kolonisten probeerden de inheemse Cariben tot slaaf te maken, maar de meeste vluchten. Een groot groep pleegt zelfmoord door zich van de klippen te werpen. De locatie wordt Tombeau des Caraïbes (graf van de Cariben) genoemd.
In Saint-Pierre wordt een fort, een kerk en een haven gebouwd. Het ontwikkelt zich als belangrijkste plaats en eerste hoofdstad van Martinique. In 1671 werd de stad verwoest door een brand. In 1692 werd besloten het administratieve centrum te verplaatsen naar Fort-de-France omdat de vele oorlogen met het Verenigd Koninkrijk maken het gebied kwetsbaar maken. Saint-Pierre bleeft desalniettemin de belangrijkste stad. In 1902 werd de stad verwoest door de uitbarsting van Mont Pelée.
In 1910 werd de gemeente Saint-Pierre opgeheven, maar rond 1920 werd het weer opgebouwd. In 1923 werd opnieuw een gemeente gesticht, maar Saint Pierre bleef een kleine plaats.

## Frank A. Perret Museum
In 1902, na de uitbarsting, werd een vulkaanobservatorium gebouwd, maar werd in 1925 verlaten, omdat Mont Pelée weer tot rust was gekomen. Tussen 1929 en 1932 vertoonde de vulkaan weer activiteit, en bouwde de Amerikaanse vulkanoloog Frank Perret een tweede permanente observatorium. In 1933 stichtte Perret een museum over de vulkaan en de uitbarsting van 1902. Het museum bevat foto's en films van voor en na de eruptie. In het museum bevinden zich twee kerkklokken van de kathedraal die door de hitte van de gaswolk vervormd werden. Tevens is er een lijst met de 7.045 geïdentificeerde slachtoffers. Het museum werd in 2019 gerenoveerd en vernoemd naar Perret.

## Onze-Lieve-Vrouw-ten-Hemelopnemingkathedraal

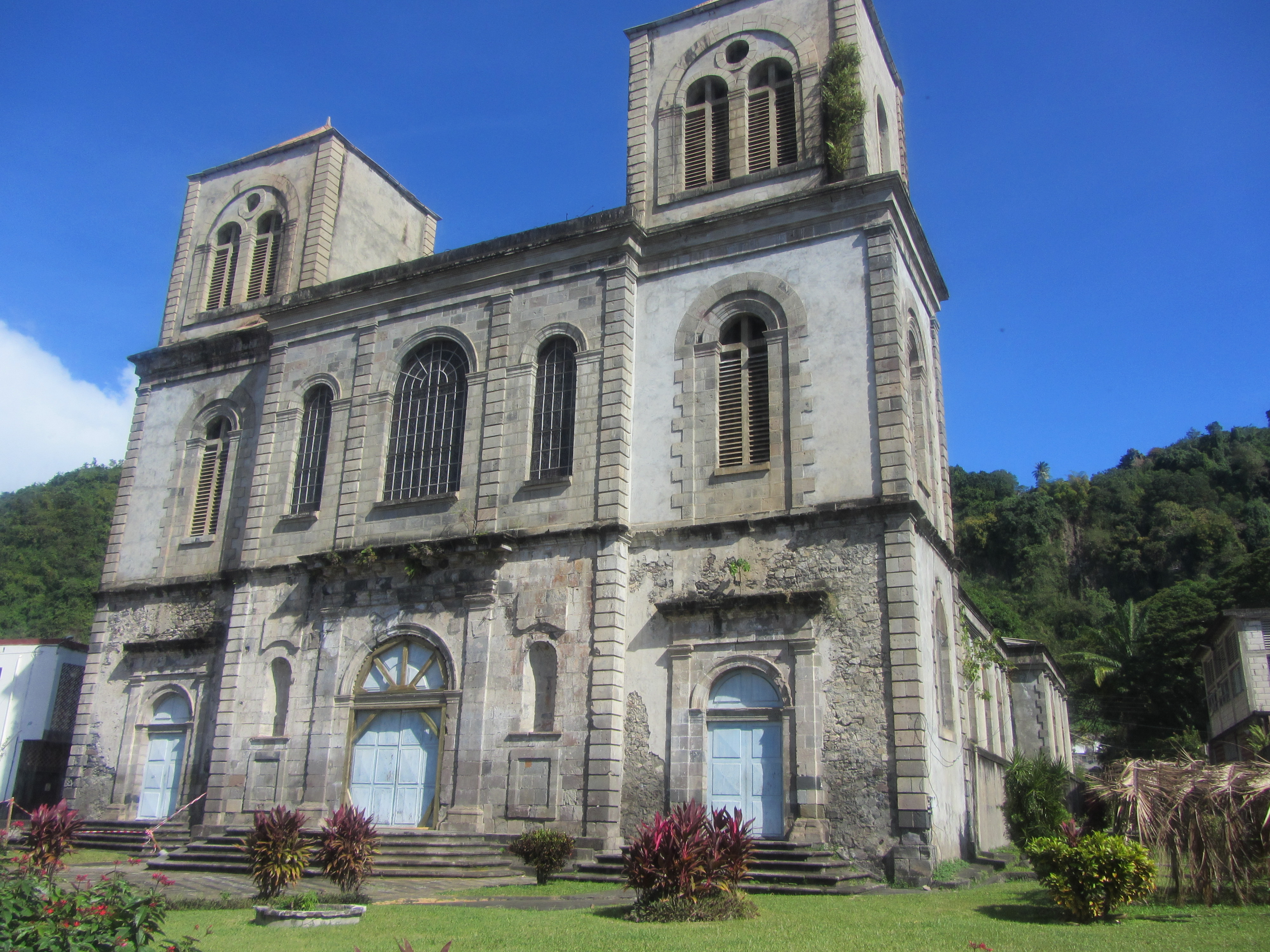
Kathedraal van Saint-Pierre

De Onze-Lieve-Vrouw-ten-Hemelopnemingkathedraal (Frans: Cathédrale Notre-Dame-de-l'Assomption de Saint-Pierre) is de cokathedraal van Saint-Pierre. In 1654 werd de eerste kerk van Saint-Pierre gebouwd, maar verwoest tijdens het Britse bombardement van 1667. In 1671 werd een nieuwe kerk zonder toren gebouwd. In 1851 werd de cokathedraal gebouwd, en in 1853 werd het aartsbisdom Saint-Pierre et Fort-de-France opgericht. De kerk werd tussen 1855 en 1856 vergroot. In 1902 werd de kathedraal zwaar beschadigd door de vulkaanuitbarsting, maar de funderingen en het onderste gedeelte waren gespaard gebleven. In 1932 werd begonnen met de restauratie en herbouw die in 1956 gereed was.

## Galerij

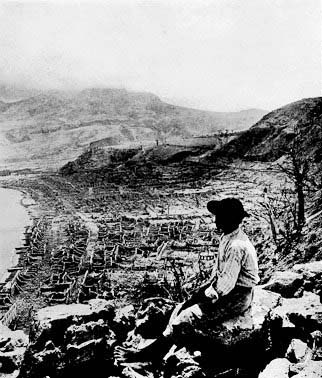
De overblijfselen van Saint-Pierre na de uitbarsting van Mont Pelée in 1902.
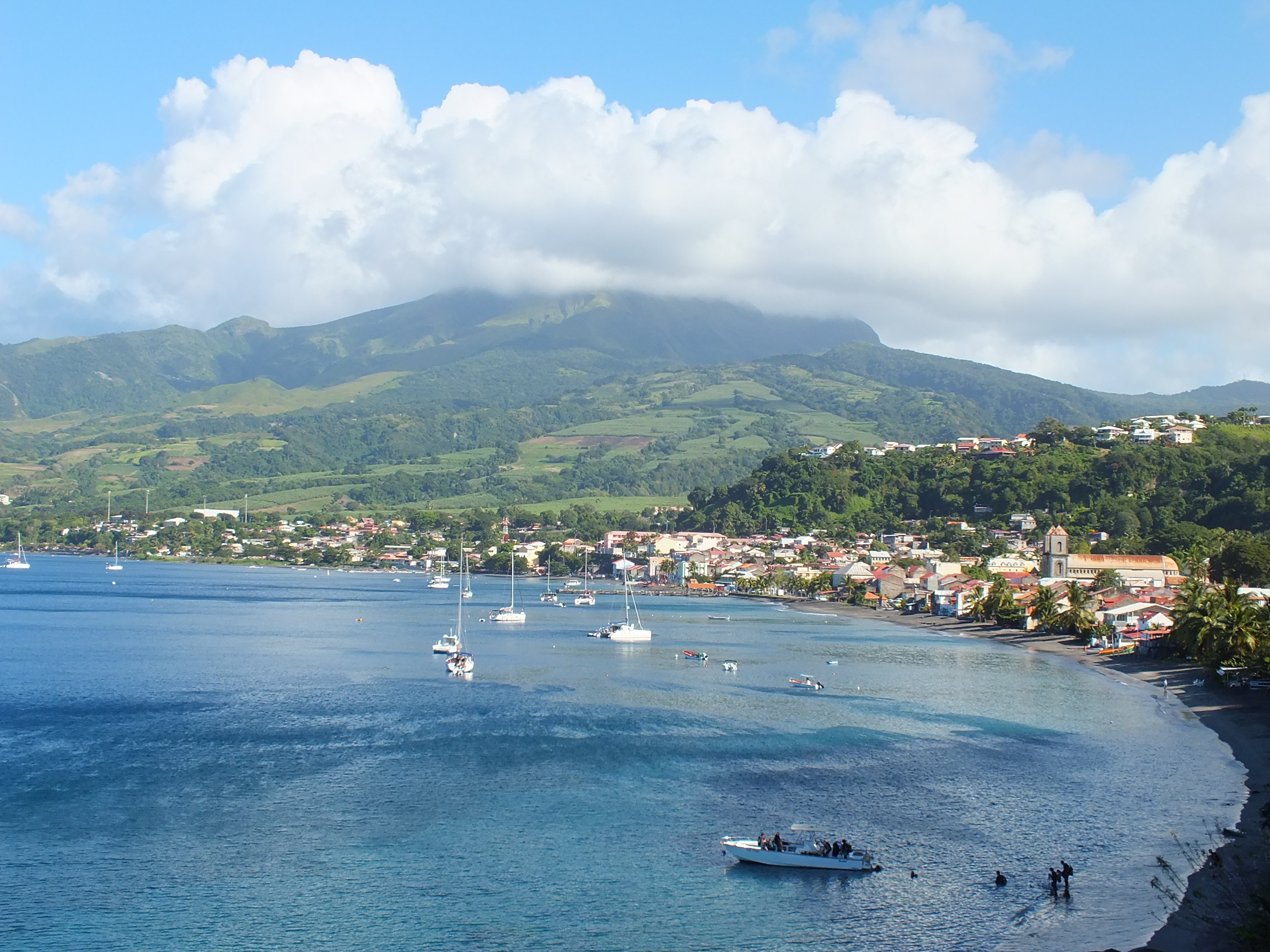
Saint-Pierre in 1960
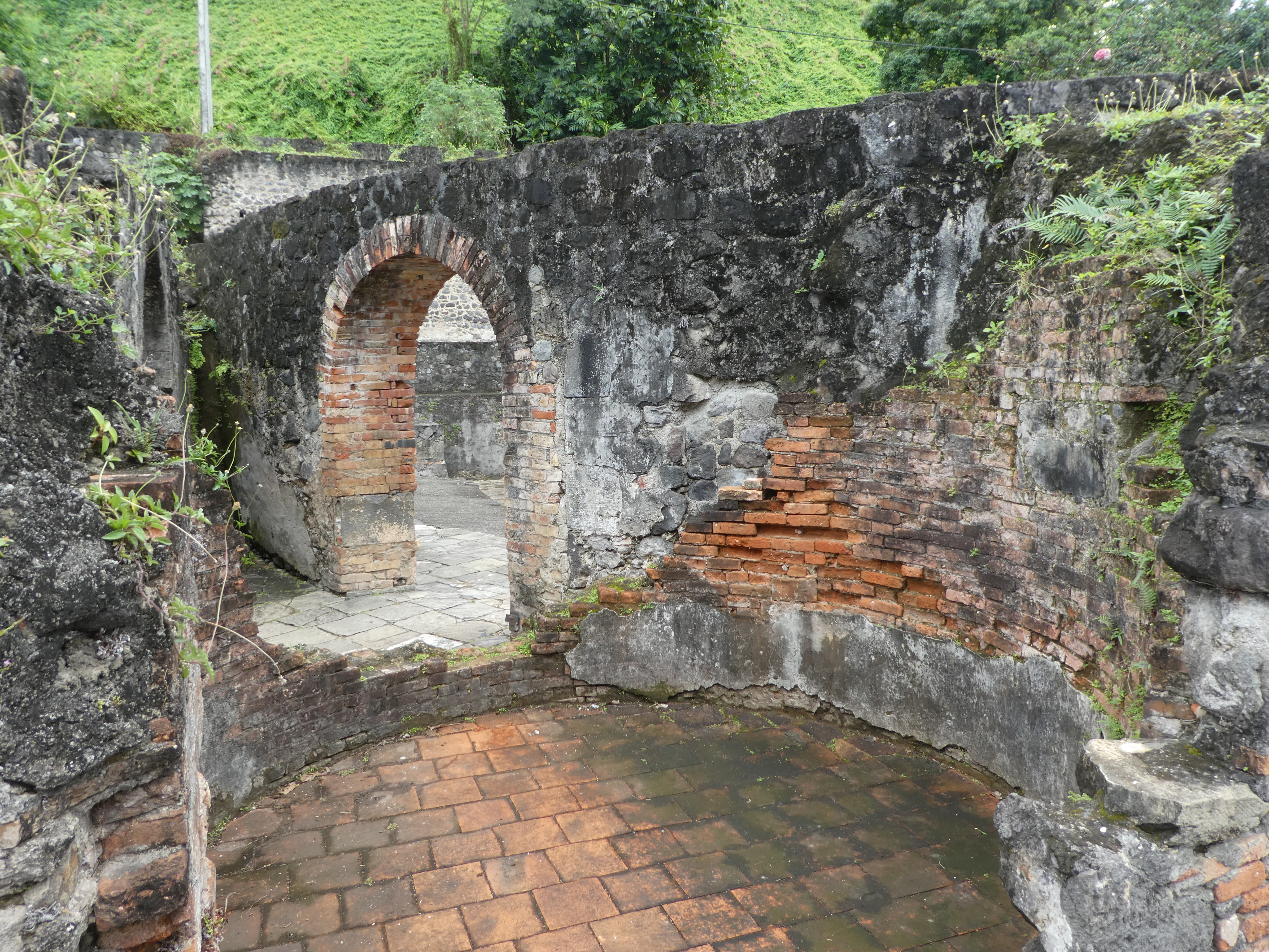
Ruïne van het theater
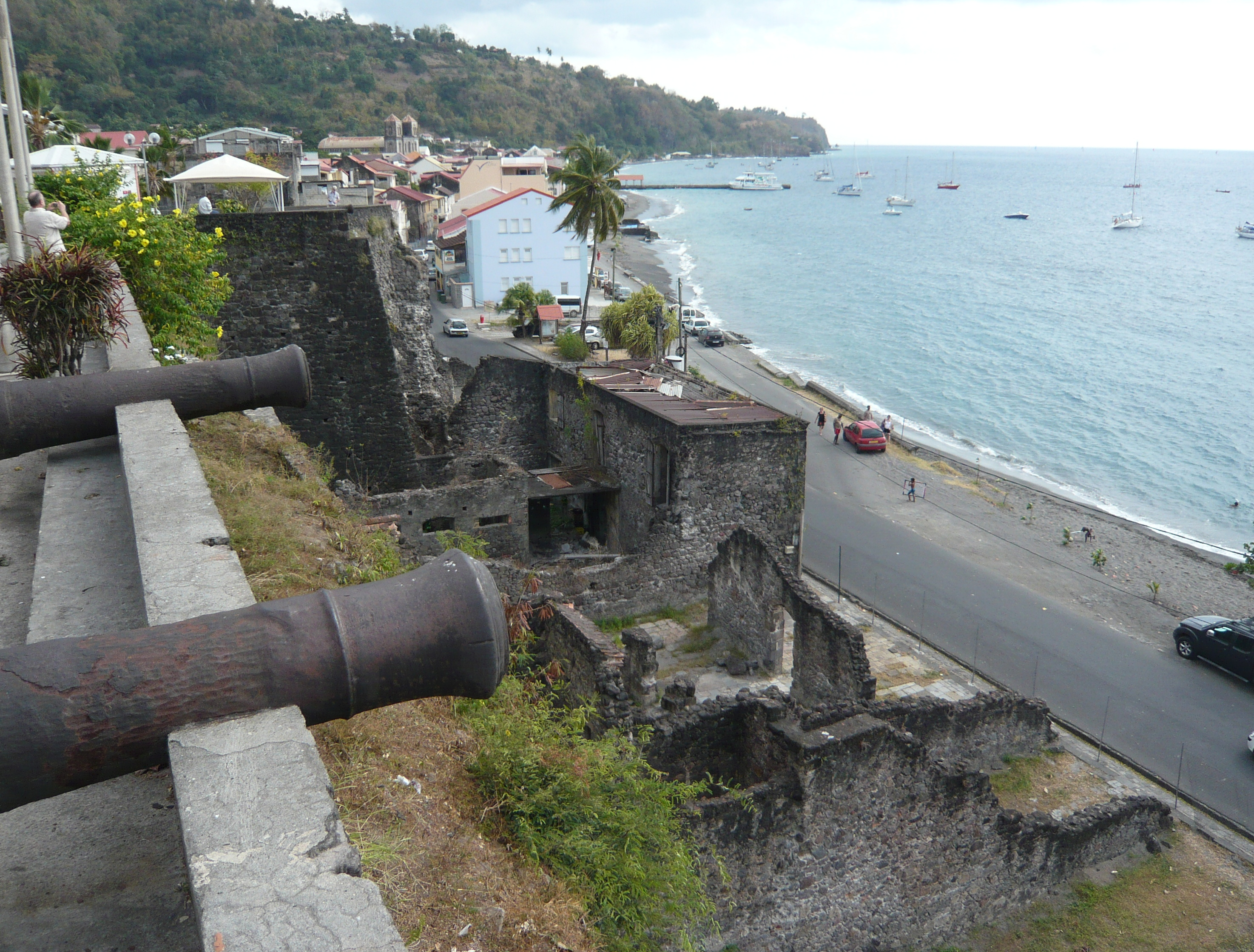
Kanonnen aan de kust

- Bibliothèque nationale de France: cb119465266 (data)
- Library of Congress Control Number: n82090035
- MusicBrainz: 70b72d5d-0d27-4034-ad1f-e0a151369105
- Nationale Bibliotheek van Israël: 987007552830405171
- Système universitaire de documentation: 027420043
- Virtual International Authority File: 127100010
- WorldCat: E39PBJcBTvKBfTrb3p3m93myBP

L'Ajoupa-Bouillon · Les Anses-d'Arlet · 
Basse-Pointe · Bellefontaine · 
Le Carbet · Case-Pilote · 
Le Diamant · Ducos · 
Fonds-Saint-Denis · Fort-de-France · Le François · 
Grand'Rivière · Le Gros-Morne · 
Le Lamentin · Le Lorrain · 
Macouba · Le Marigot · Le Marin · Le Morne-Rouge · Le Morne-Vert · 
Le Prêcheur · 
Rivière-Pilote · Rivière-Salée · Le Robert · 
Saint-Esprit · Saint-Joseph · Saint-Pierre · Sainte-Anne · Sainte-Luce · Sainte-Marie · Schœlcher · 
La Trinité · Les Trois-Îlets · 
Le Vauclin